# Ronas Voe

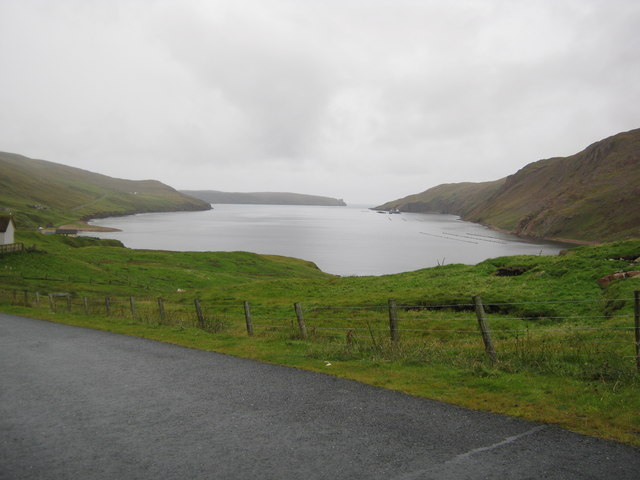
Blick vom oberen Ende der Bucht

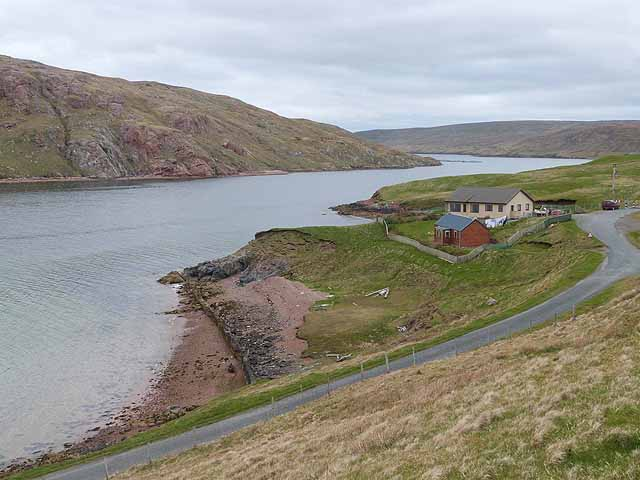
Cottages am Ronas Voe

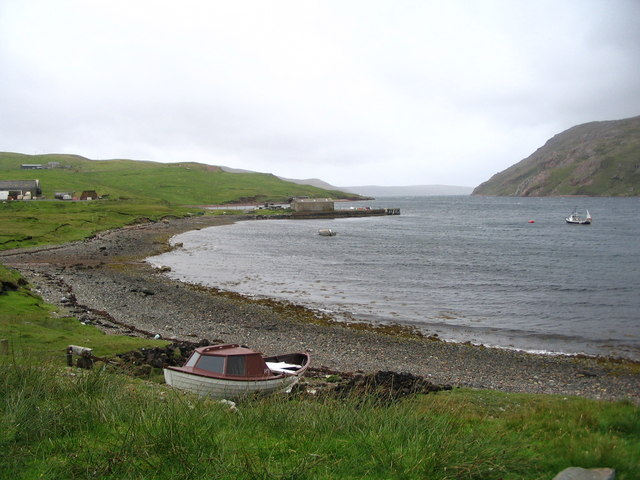
Pier im mittleren Bereich

Die Ronas Voe ist eine Meeresbucht (Voe), die im Nordwesten der zu Schottland zählenden Shetlands liegt.

## Geographie
Die Ronas Voe liegt im Westen der Halbinsel Northmavine, die einen nordwestlichen Ausläufer von Mainland bildet. Die schmale Bucht erstreckt sich vom Nordatlantik nach Osten. Das nicht weit entfernt gelegene Gegenstück auf der anderen Seite Northmavines ist der Quey Firth. Die einzige Ortschaft am Ufer der Ronas Voe ist das, am östlichen Ende gelegene Voe.
Der Ronas Hill im Nordosten ist der höchste Berg der Shetlands. Weitere Berge in der Nähe der Bucht sind der Hill of Burriesness im Norden und der Hollanders Graves im Süden.

## Historisches
1903 errichteten norwegische Fischer Stationen, von denen sie, mit ihren Schiffen, zum Walfang aufs Meer fuhren. Mit Beginn des Ersten Weltkrieges wurde es ihnen von der Admiralität verboten. Im Rahmen der historischen Gliederung Schottlands in Civil Parishes zählt die Ronas Voe zu Northmaven.

## Verkehr
Am östlichen Ende verläuft die A970, die in nördlicher Richtung nach Isbister  führt.